# Mariupol
Mariupol (ukrainska: Маріу́поль uttal (fil); ryska: Мариу́поль) är en stad i Donetsk oblast i de ryskockuperade regionerna av Ukraina. Folkmängden beräknades till omkring 100 000 invånare i början av juni 2022. Staden är belägen i Donetsbäckenet, som är ett viktigt järnmalmsområde, och i Mariupol finns järn-, stål-, kemisk och teknisk industri. Staden har hamn i Azovska sjön. Även om nästan hälften av befolkningen ser sig som etniska ukrainare talar de flesta av dem ryska eller så kallad surzjyk. Mariupol grundades 1778. Mellan 1948 och 1989 hette staden Zjdanov efter den kommunistiske politikern Andrej Zjdanov, som var född där.

## Historik
Mariupols historia går tillbaka till 1500-talet, då ett kosackfort uppfördes. År 1734 gav fortet upphov till Kalmius, en större angränsande bosättning, där St. Nikolaikyrkan uppfördes år 1754. År 1768 intog krimtatarerna fortet och bosättningen. Då Ryssland annekterade området år 1775 återuppbyggdes fortet, bosättningen och kyrkan och fick namnet Pavlovsk. Ortodoxa greker från Krim bosatte sig där och i omgivningarna. År 1780 byttes namnet till Mariupol.
I slutet av 1800-talet utvecklades Mariupol till en hamn för Donetsbäckenet. År 1882 anlades järnväg till Donetsk. Under åren 1886–1889 byggdes hamnen - huvudingenjör för det 130 hektar stora bygget var finlandssvensken Frans Edvard Edelheim. De främsta exportprodukterna var kol och spannmål. Vid sekelskiftet 1900 anlades en rörfabrik och två metallurgiska fabriker där och stadens tunga industri växte därefter snabbt. Det ledde också till en kraftig folkökning, men under ryska revolutionen minskade befolkningen.
År 1919 slogs de två stålverken samman och hamnen byggdes ut i slutet av 1920-talet. År 1933 anlades en av Sovjetunionens största stålindustrier Azovstal i Mariupol. Under andra världskriget förstördes stora delar av staden och befolkningen minskade från 227 000 invånare år 1939 till 85 000 år 1943. Efter kriget återuppbyggdes staden och industrin expanderade. Under den pågående ryska invasionen av Ukraina 2022 har staden skadats svårt.

## Ekonomi
Mariupol är produktionsmässigt den största industristaden i Donetsk oblast och industrin domineras av järn- och stålindustri. Vid sidan om denna finns även maskintillverkningsindustri. Mariupol är Ukrainas näst största hamn efter Odessa.

## Forskning och utbildning
I Mariupol finns två universitet, två akademier, tre institut, sex tekniska högskolor och fyra andra högskolor.

## Sport
- FK Mariupol

## Bildgalleri

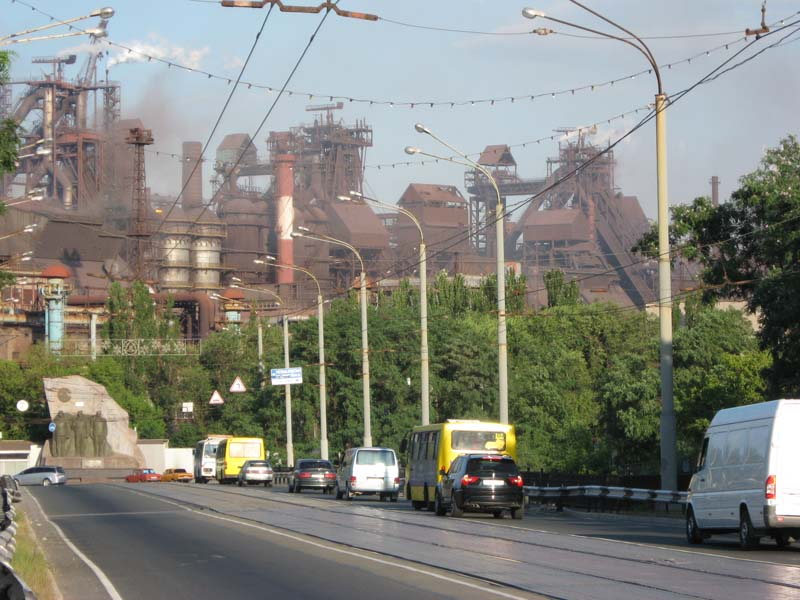
Azovstal järn- och stålverk, 2007.
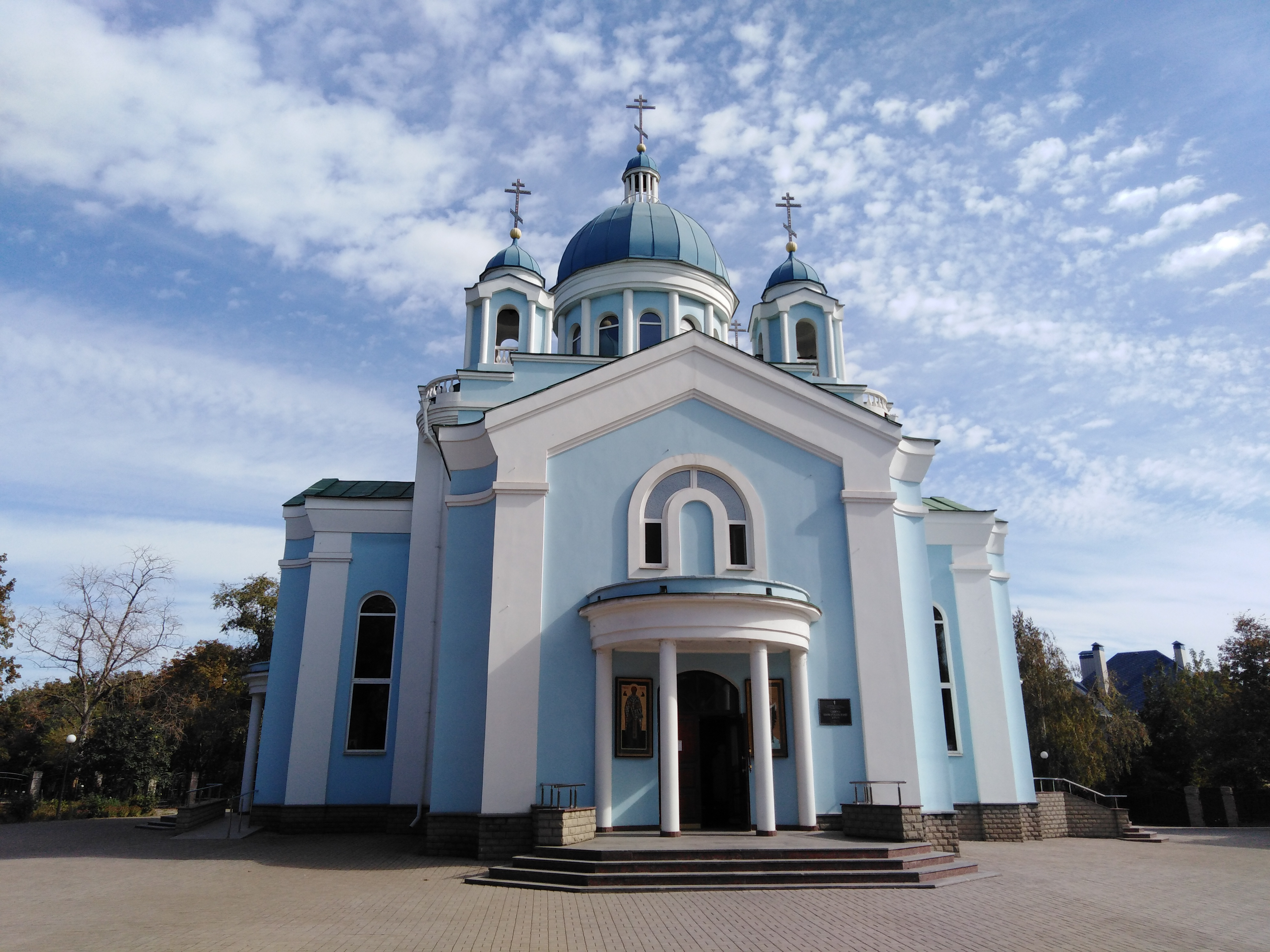
St. Nikolaikyrkan.
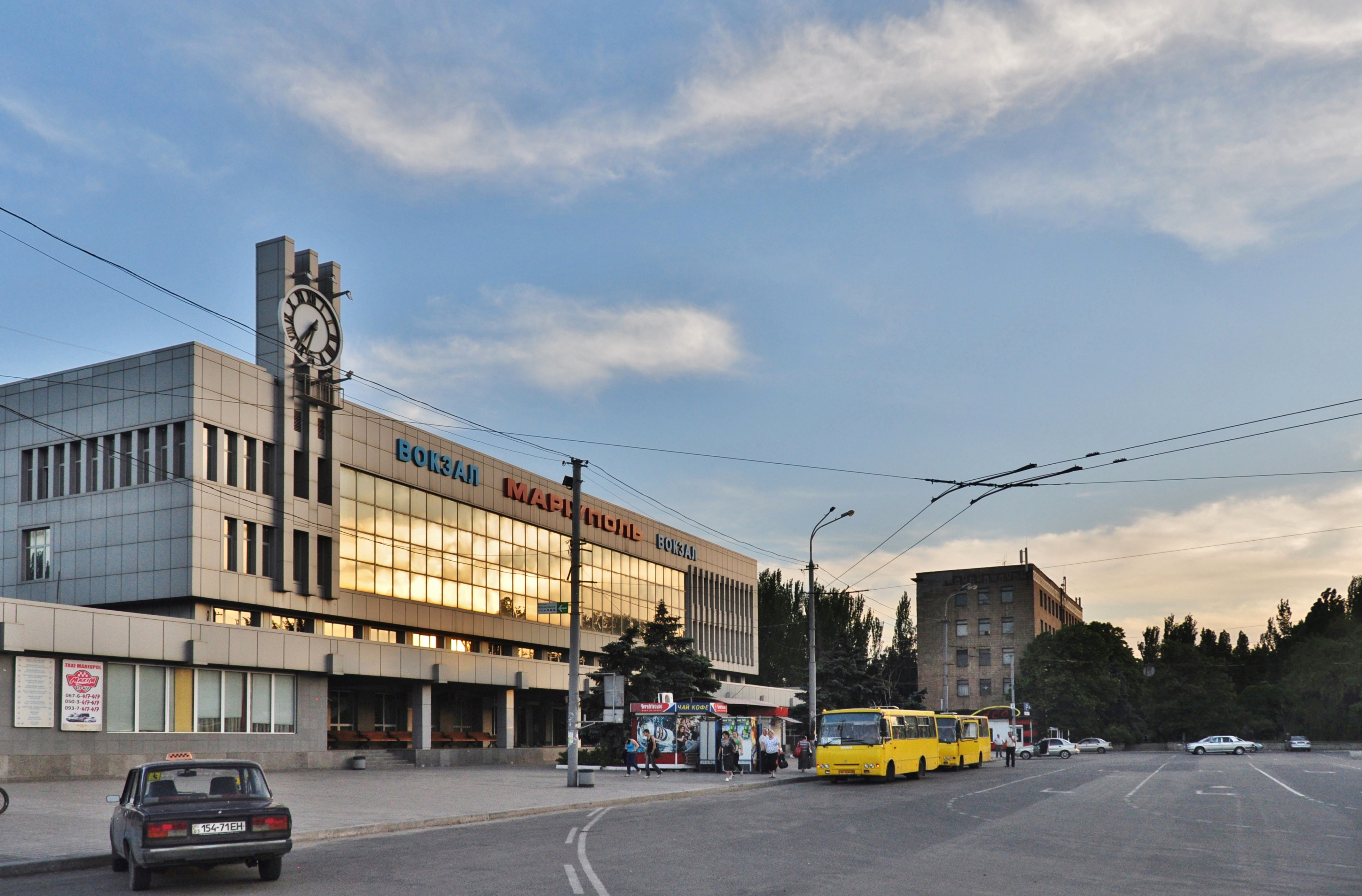
Järnvägsstationen.
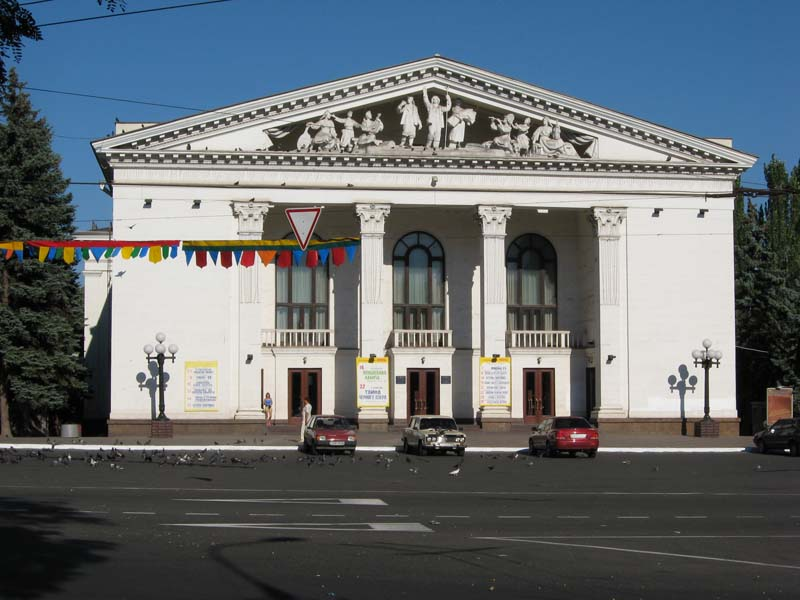
Donetsks regionala dramatiska teater, 2007.
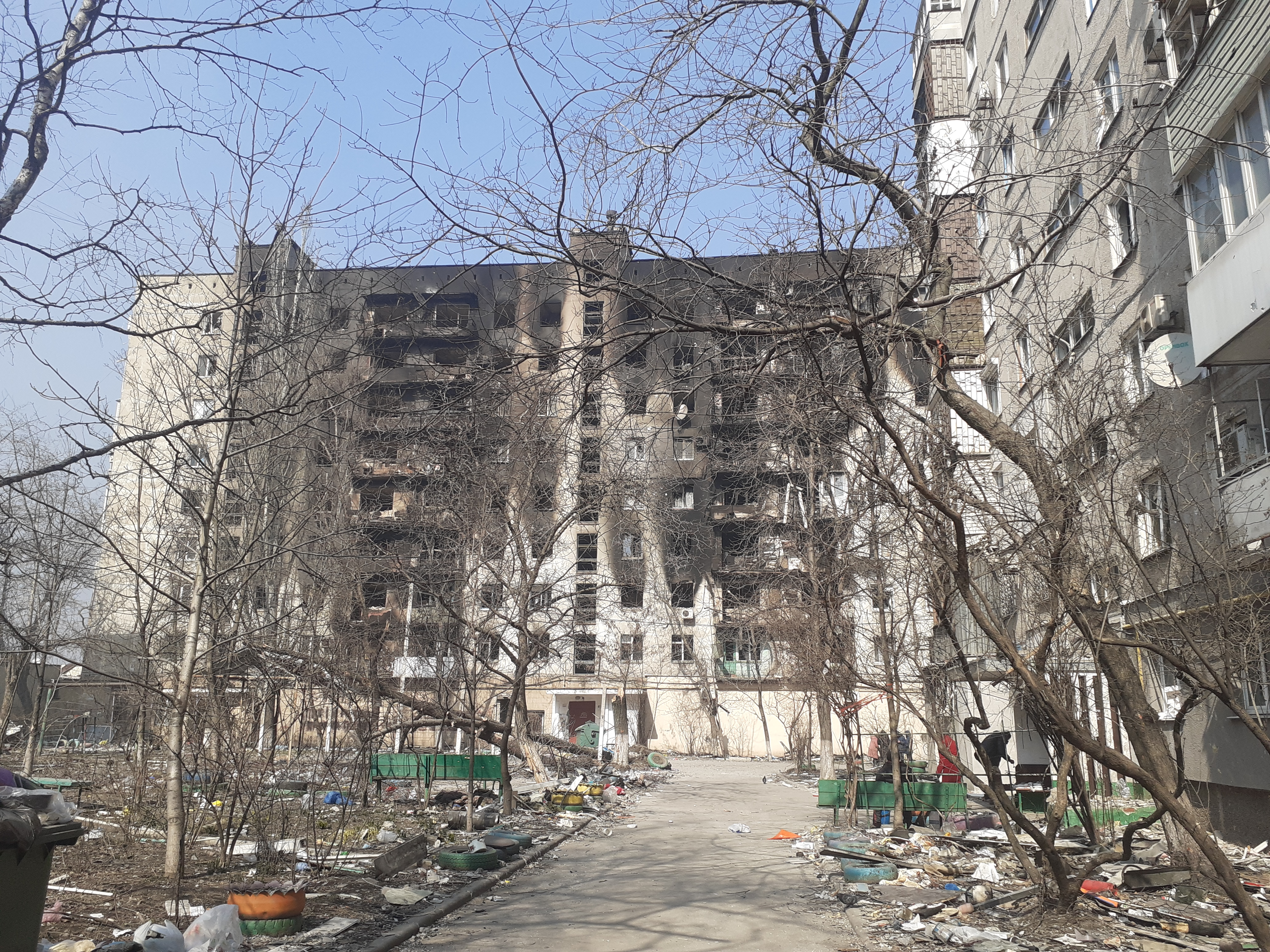
Lägenhetsbyggnad efter ryskt bombangrepp 2022.